# Heat (film, 1972)
Heat je film z roku 1972. Scénář napsal a film režíroval Paul Morrissey, přičemž producentem byl Andy Warhol. Hudbu složil Warholův dřívější spolupracovník John Cale. Film se natáčel v kalifornském motelu Tropicana.

## Hrají
| Joe Dallesandro | Joey Davis |
| Sylvia Miles    | Sally Todd |
| Andrea Feldman  | Jessica    |
| Pat Ast         | Lydia      |
| Ray Vestal      | Ray        |
| Lester Persky   | Sidney     |
| Eric Emerson    | Eric       |
| Gary Koznoch    | Gary       |
| Harold Childe   | Harold     |
| John Hallowell  |            |